# Delo pёstrych
Delo pёstrych (Дело «пёстрых») è un film del 1958 diretto da Nikolaj Vladimirovič Dostal'.